# Parotis marinata
Parotis marinata is een vlinder uit de familie van de grasmotten (Crambidae), uit de onderfamilie van de Spilomelinae. De wetenschappelijke naam van deze soort is voor het eerst voorgesteld als Phalaena marinata door Johan Christian Fabricius in een publicatie uit 1784.

## Verspreiding
De soort komt voor in:
- het Afrotropisch gebied (Congo-Kinshasa, Zuid-Afrika),
- het Oriëntaals gebied (India, Sri Lanka[1], de Nicobaren[2], China, Thailand[1], Indonesië (Sumatra), Oost-Timor),
- het Australaziatisch gebied (Papoea-Nieuw-Guinea[1], Australië[3], de Solomonseilanden[2]).

## Waardplanten
De rups leeft op Rauvolfia vomitoria (Apocynaceae).